# Königsleiten
Königsleiten ist ein Almdorf am Gerlospass und Ortschaft der Gemeinde Wald im Pinzgau im Salzburger Land im Bezirk Zell am See in Österreich.

## Geografie
Das Ortsgebiet liegt im äußersten Westen des Oberpinzgau im Salzburger Land. Königsleiten ist der westlichste Ortsteil der Gemeinde Wald im Pinzgau und gleichzeitig die westlichste Siedlung des Bundeslandes Salzburg. Weiter im Westen und Süden schließt sich das Bundesland Tirol mit dem Gemeindegebiet Gerlos an.
Nachbarortschaften:
|               | Kelchsau (Gemeinde Hopfgarten im Brixental, Tir.) |                 |
| Gerlos (Tir.) | Kompassrose, die auf Nachbargemeinden zeigt       | Wald im Pinzgau |
|               |                                                   | Krimml          |

Der höchste Punkt des Gemeindegebiets ist der Gipfel des Ochsenkopfs (2469 m). Hausberg ist die Königsleitenspitze (2315 m).

## Geschichte

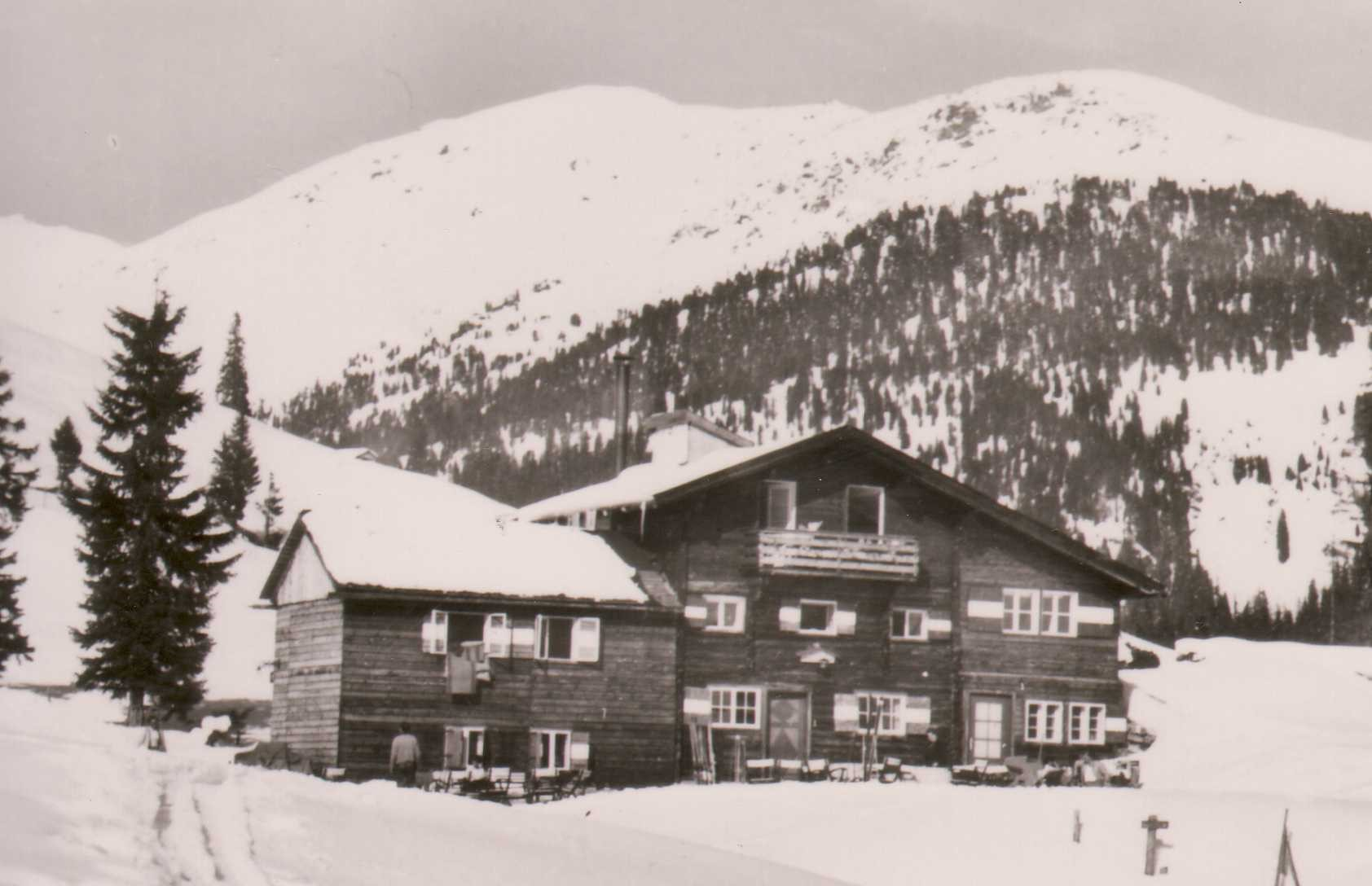
Hütte der Wiesbadener Heil- und Kurgesellschaft 1966

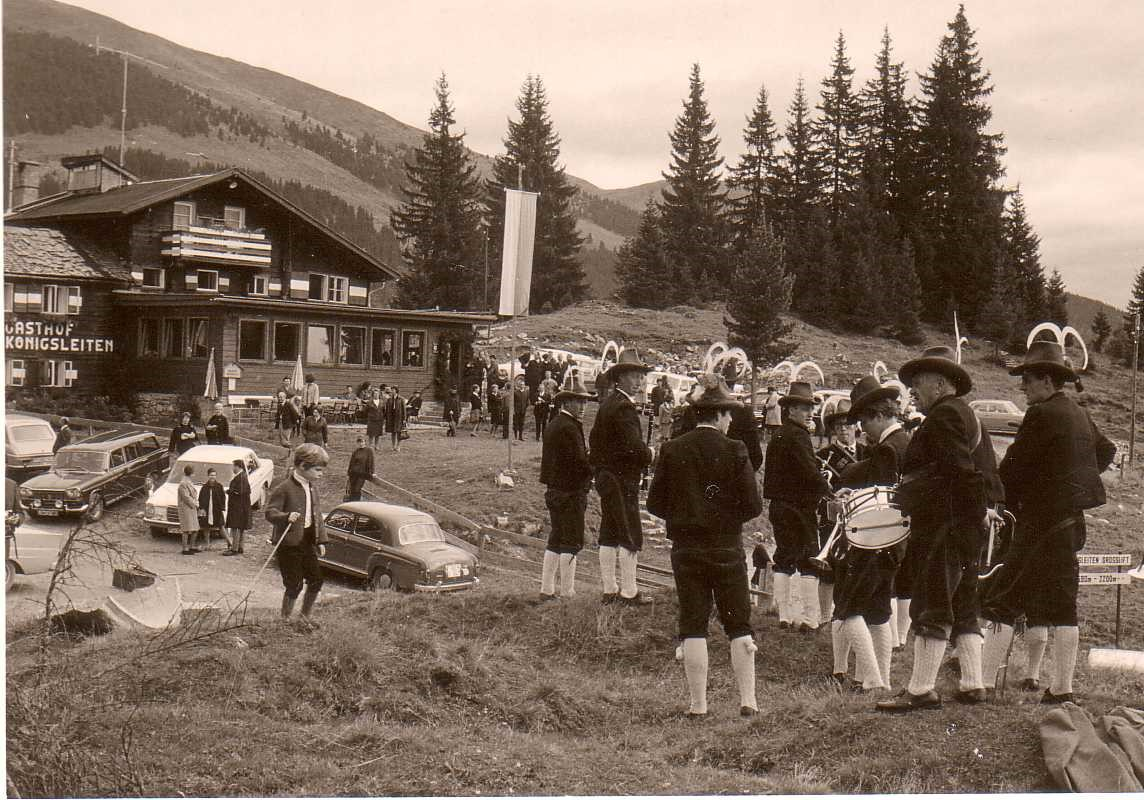
Lifteröffnung 12. Oktober 1968 (im Hintergrund Gasthof der Familie Scarazzini)

Transport des Gipfelkreuzes 12. Oktober 1968

### Planung des Almdorfs
Bis in die frühen 1960er Jahre bestand Königsleiten nur aus einigen Almhütten. Bereits 1958 konstatierte der als „Skipapst vom Arlberg“ bekannte Stefan Kruckenhauser, „dass das Gebiet um den Gerlospass wintersportmäßig außerordentlich attraktiv wäre, aber leider Raum ohne Volk“ sei. Dies und die bereits im Bau befindliche Gerlos Alpenstraße nahmen der damalige Bürgermeister der Gemeinde Wald im Pinzgau, Melchior Stöckl, und federführend der Gemeindesekretär Alois Hölzl zum Anlass, und erstellten in enger Zusammenarbeit mit der Landesregierung Salzburg einen Entwicklungsplan für ein Feriendorf mit almdörflichem Charakter. So entstand 1962 der vom Architekten Helmut Silvester Keidel erarbeitete Verbauungsplan für das Almdorf Königsleiten. Ursprünglich war die Konzeption des Almdorfs auf ca. 1500–1800 Feriengäste ausgelegt worden, wobei hierfür neben einem gemeindlichen Verwaltungsbau ein Tennisplatz, eine Minigolfanlage, eine Post, eine Gendarmerie und sogar ein Hubschrauberlandeplatz vorgesehen waren. Der Verbauungsplan war geprägt von lockerer Bebauung, durchzogen von mehreren Skidurchlässen, die eine Abfahrt mit Skiern bis vor die Ferienhäuser ermöglichen sollten. Die Situierung der Wohnbebauung sollte auf der südlichen Seite der Königsleitenspitze erfolgen, auf dem Gebiet der Kothalpe, welche damals im Eigentum der Bergbauern Fritz Kröll (Mitterhausbauer) und Andreas Bachmeier (Steigerbauer) standen. Die für die Errichtung der Skiliftanlagen erforderlichen Grundstücke standen im Eigentum der Familien Strasser und Eberharter.

### Aufbau des Schigebiets
Um neben den baulichen Voraussetzungen auch die wintersportliche Erschließung zu sichern, wurde 1965 von den einheimischen Bürgern Andreas Bachmeier, Friedl Hölzl, Fritz Kröll, Marianne Scarazzini, Eva Stöckl und Josef Vorreiter die Gerlospass-Königsleiten Bergbahnen Gesellschaft m.b.H. gegründet. Zweck dieser Gesellschaft war die Errichtung einer Sesselliftbahn auf den Larmachkopf mit einer Länge von rund 2600 m. Die Baukosten für dieses Projekt wurden mit ca. öS 6.000.000.- veranschlagt. Um mit dem Bau der Sesselliftanlage beginnen zu können, war weiteres Kapital erforderlich. Die Eigentümer der Kothalpe, Herr Andreas Bachmeier und Herr Fritz Kröll, haben daher zur Aufstockung der Finanzen der Gesellschaft ihre Almgrundstücke inklusive ihrer Bauernhöfe zu je öS 1.500.000.- an die Salzburger Landeshypothekenanstalt verpfändet. Jedoch entstand, trotz teilweise unentgeltlich erbrachter Bauleistung der Pinzgauer Betriebe, während der Bauphase der Liftanlage, einer Materialseilbahn und einer Erschließungsstraße erneut ein finanzieller Engpass, welcher das Projekt erneut gefährden sollte. Zu diesem Zeitpunkt entschlossen sich die Münchner Geschäftsleute Raimund Beil und Erhard Härtl, dem ehrgeizigen Unterfangen beizutreten. Sie gründeten eigens hierfür die Merkurbau GmbH & Co. KG, München, und stellten zunächst öS 2.500.000,- zur Verfügung.

Am 12. Oktober 1968 ging der 1-er-Sessellift (heute Almdorfbahn) vor den Reportern des ORF in Betrieb. Im Rahmen dieser Feierlichkeiten erhielt das auf der Königsleitenspitze angebrachte Gipfelkreuz mit den Inschriften Dem König aller Welten bzw. Gott schütze das Almdorf Königsleiten während einer vielbesuchten Bergmesse seine Weihe. Im westlichen Bereich des Almdorfs entstand, etwa in Lage des heutigen Märchenwaldlifts, ein kleiner Bügellift (im Volksmund „Depperllift“), der Skianfängern die ersten Erfahrungen im Schnee ermöglichte. Bereits im Dezember des gleichen Jahres wurden die ersten zwölf Skihütten an neue Königsleitener Bürger übergeben. Fritz Kröll unterhielt damals die einzige gastronomische Verpflegungseinrichtung der Feriengäste in seinem Liftstüberl neben der Talstation. Bereits im Jahre 1969 wich die ehemalige Almhütte jedoch dem Alpengasthof Kröll, mit einigen Fremdenbetten. Etwa zu Weihnachten desselben Jahres wurde das erste Appartementhaus, der Melchior Stöckl Hochleger, an 32 neue Königsleitner (bereits voll eingerichtet inklusive Geschirr, Töpfen und Bettwäsche) übergeben. Es siedelten sich nunmehr auch weitere Pinzgauer Familien in Königsleiten an. So errichtete Marianne Scarazzini aus den Resten des vor Jahren abgebrannten Gästehauses der Wiesbadener Heil- und Kurgesellschaft eine Holzhütte, welche später den ersten Spar-Markt der Familie Vorderegger beherbergen sollte. Weiterhin entstanden um diese Zeit ein Sportgeschäft um den Bergführer Toni Hölzl, die Skischule Manfred Obermoser und der Gasthof Ursprung um Thomas Hölzl. 

Luftbild ca. 1970/71

 Etwas unterhalb des heutigen Gasthofs entstand 1968 aus einem Ferienhaus durch Trudl Strasser das Sonneckalm Kaffeehaus mit einem kleinen Kramerladen, welches aber bereits im Jahr 1971 einem Neubau wich, in dem Neueigentümerin Maria Rottensteiner neben einem Restaurant fortan zusätzlich einen Sportartikelverleih betrieb. Die Sonneckalm beherbergte nebenbei das erste öffentliche Telefon in Königsleiten. Auch der bekannte Skibuchautor Walter Pause erwarb eine Skihütte. Die Österreichische Alpenvereinssektion Edelweiß aus Wien hatte bereits 1969 mit dem Bau eines eigenen Unterkunftshauses begonnen, dem Edelweißhaus (1685 m ü. A.), und dieses 1970 fertiggestellt.

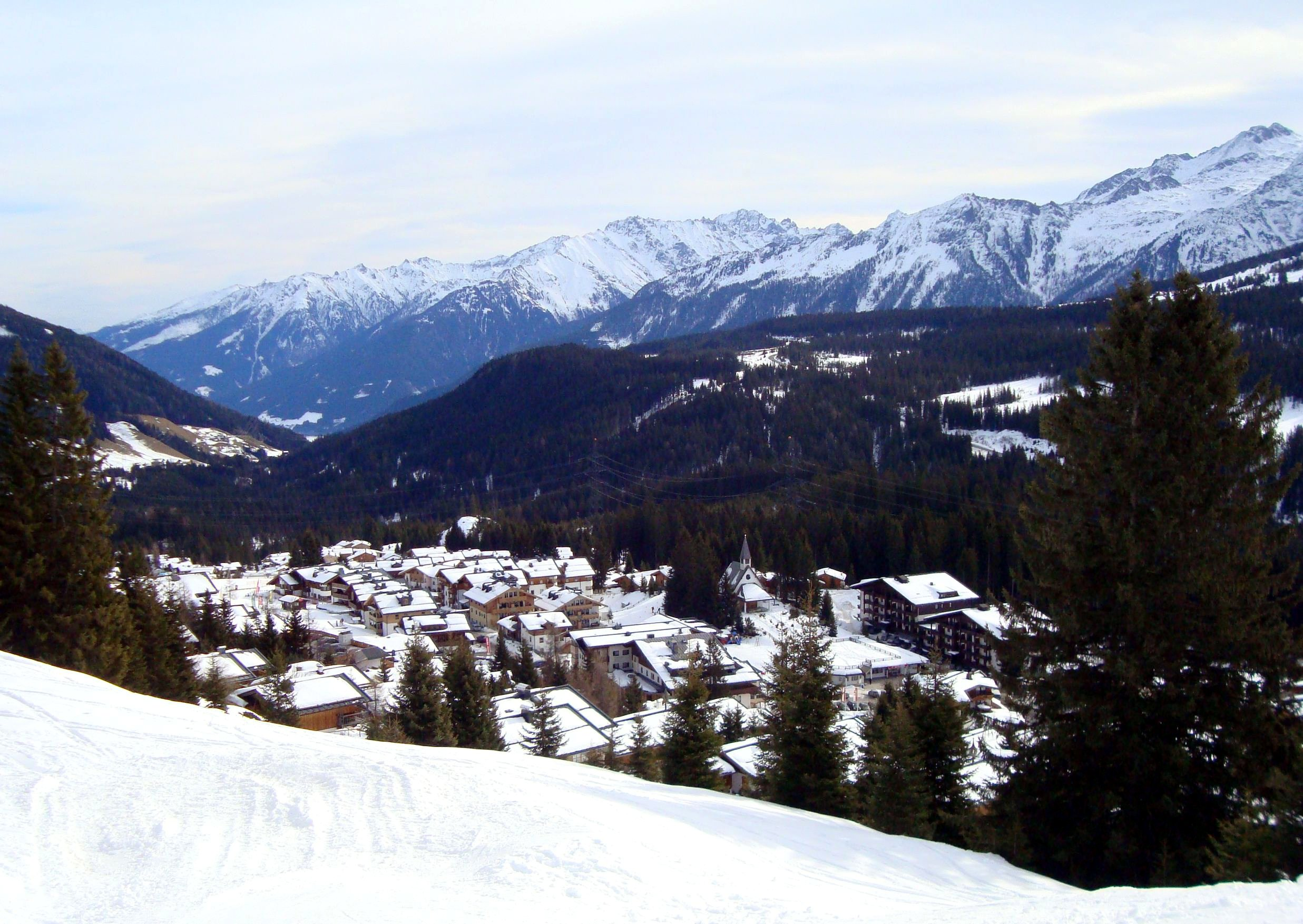
Blick auf Königsleiten vom Märchenwaldlift

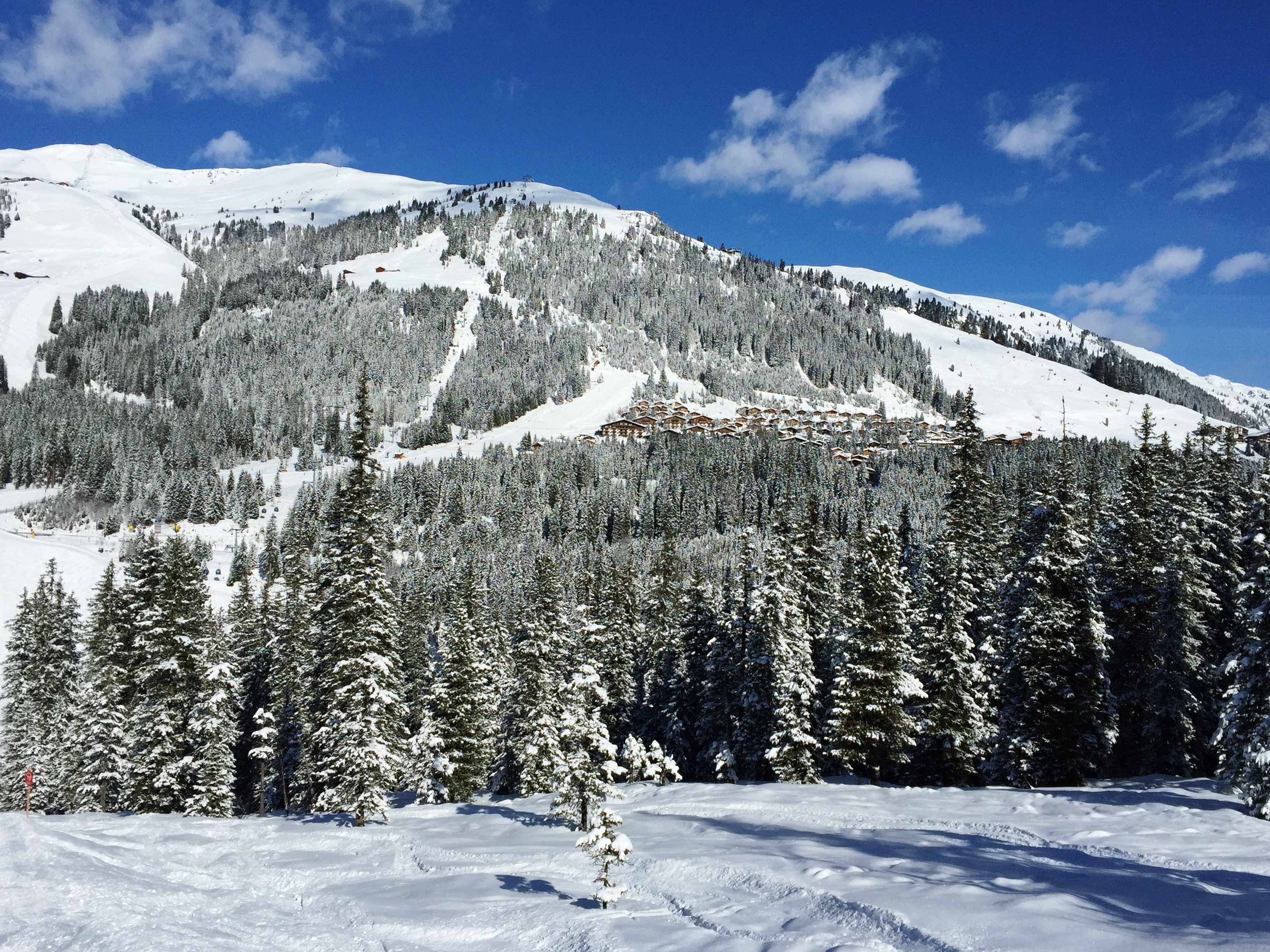
Blick auf Königsleiten vom Plattenkogel

So wuchs Königsleiten in den folgenden Jahren stetig, bis im Frühjahr 1972 zunächst die Grundverkehrskommission den Erwerb von österreichischem Grund und Boden durch ausländische Käufer wegen „drohender Überfremdung“ untersagte, und später am 22. November eine von der Österreichischen Nationalbank erlassene Deviseneinfuhrsperre dem Aufschwung ein vorübergehendes Ende bereitete.
Dennoch wurde, von Merkurbau Ges.m.b.H., nunmehr mit Sitz in Wald/Pinzgau, 1973 das Bergrestaurant Panoramablick errichtet, und an die Walder Familie Scarazzini verpachtet. In ebenfalls diesem Jahr begannen die Scarazzinis mit dem Bau des Almhofs Königsleiten, jedoch stoppten finanzielle Schwierigkeiten das Vorhaben. Die immer noch bestehende Deviseneinfuhrsperre verzögerte die Fertigstellung des Almhofs (nun durch die Firma Merkurbau) und anderer im Bau befindlicher Ferienhäuser, bzw. die weitere Entwicklung von Königsleiten, noch bis in das Jahr 1977. Im Keller des Almhofs entstand im Laufe der Jahre die erste Diskothek des Orts: Der Alm-Stadl (später Night-Shift, heute Pizzeria), welcher lange Zeit einziger Anlaufpunkt der Königsleitner Nachtschwärmer blieb. Östlich der heutigen Kirche entstanden neben einem Tennisplatz und Kinderspielplatz auch ein Trimm-Dich-Pfad und eine Boccia-Bahn, welche jedoch später einer Hüttensiedlung weichen mussten.
Auch die wintersportliche Entwicklung ging fortan wieder bergauf, weitere Liftanlagen (2-er-Sessellift, Hochalmkar- und Mitterleger-Schlepplift) wurden errichtet. Die finanziellen Mittel hierfür wurden in der Form sichergestellt, dass die neukönigsleitner Hütten- und Appartementbesitzer aus dem In- und Ausland auch Gesellschaftsanteile an den Königsleiten Bergbahnen erwarben. Etwas unterhalb der Talstation des Almdorflifts wurde alsbald ein Übungslift errichtet, der von der Familie Eberharter betrieben wurde. Da Johann Eberharter zu dieser Zeit (1966–1993) auch Bürgermeister von Wald war, erhielt der Lift den Namen „Bürgermeister-Lift“, zumindest inoffiziell.
Auf Grund seiner Schneesicherheit und der anspruchsvollen Pisten wurden in den folgenden Jahren sogar Skirennen des Österreichischen Skiverbandes (Europa-Cup) in Königsleiten durchgeführt. Trotz stetig wachsender Beliebtheit galt Königsleiten jedoch als Geheimtipp unter Skibegeisterten. Um den Bekanntheitsgrad zu steigern, wurden von den Verantwortlichen diverse Werbekampagnen gestartet. So war Königsleiten mehrmals das Reiseziel des Herzblatt-Hubschraubers aus der gleichnamigen ARD-Datingshow um Rudi Carrell, der Volksmusiksänger Sepp Viellechner veröffentlichte das Königsleiten-Lied.
Auch die touristische Entwicklung im Nachbarort Gerlos schritt voran und nach einigen Verhandlungen erreichte man einen Konsens und verwirklichte eine Verbindung mit den bestehenden Liftanlagen am Isskogel durch die Fussalm- und Falschbach-Schlepplifte. Das 2-Länder-Skigebiet Gerlos-Königsleiten war geboren. Gestärkt durch das gemeinsame Handeln konnte das Liftangebot deutlich erweitert werden. Bestehende Schlepplifte (Larmach, Mitterleger, Falschbach u. a.) wurden durch Sessellifte ersetzt und das Skipisten-Angebot bietet seither Abfahrten für sämtliche Interessen, von leicht bis sportlich.

### Entwicklung zur eigenständigen Ortschaft
„Ein Dorf ist aber erst ein Dorf, wenn die Kirche im Dorf ist“, hielt Helmut Keidl bereits in seinem Verbauungsplan von 1962 fest. Und so wurde, etwas mehr als 20 Jahre später, 1986 mit den Planungen für eine Kapelle begonnen. Wie schon in den Anfangsjahren des Almdorfs Königsleiten konnten nach erfolgter Baugenehmigung 1987 auch für dieses Bauvorhaben zahlreiche Pinzgauer Betriebe gewonnen werden, die ihre Bauleistungen unentgeltlich erbrachten. Durch großzügige Spenden von Königsleitner Ferienwohnungsbesitzern, der Fa. Merkurbau (die das Grundstück kostenlos zur Verfügung stellte) und nicht zuletzt durch die tatkräftige Eigenleistung der Königsleitner Einwohner wurde am 4. September 1988 die Christkönigskapelle von Weihbischof Jakob Mayr eingeweiht.
In den folgenden Jahren entstand im ursprünglichen Dorfkern, zu Fuße der neuen Kirche, ein moderner Flachbau, in dem einen großzügigen Supermarkt und auch die Hausverwaltung der zahlreichen Appartementhäuser ihr lokales Domizil erhalten haben. Auch die Familie Kröll erweiterte den bestehenden Almgasthof und errichtete direkt daran angrenzend das Hotel Alpenrose, welches stetig erweitert wurde.
Eine für ein Tourismusgebiet ungewöhnliche Ergänzung erfolgte 1996 mit der Errichtung des Komplexes Sterngucker, in dem neben einem Hotel und Appartementwohnungen auch eine Sternwarte entstand. Diese Sternwarte, die auch das höchstgelegene Planetarium Europas beherbergt, wurde vom Potsdamer Astronomen Heinz Tiersch aufgebaut, durch den die Sternwarte in diverse weltweite Forschungsarbeiten einbezogen war. Mittlerweile wurde die Sternwarte dauerhaft geschlossen.

### Zillertal Arena
In der Wintersaison 1999/2000 erfolgte der Zusammenschluss der Skigebiete Zell am Ziller und Gerlos-Königsleiten mittels Seilbahnen und Skipisten am Südrand der Ruhezone Wilde Krimml. Insgesamt entstand so das Skigebiet unter dem heutigen Namen Zillertal Arena. Ein weiterer Ausbau ergab den Zusammenschluss 2003 mit dem Skigebiet Gerlosplatte mit einem modernen Sessellifts (Plattenkogel X-Press) und einer Gondelbahn (Sonnwendkopfbahn) Seit der Skisaison 2007/2008 ist nun auch der Kreuzjoch-X-Press in Betrieb, eine 6-er-Sesselbahn, die den bisherigen Doppelsessellift Kreuzjoch ersetzt. Ebenfalls 2007 wurde mit dem Arena-Coaster eine neuartige Attraktion der besonderen Art geschaffen – eine ganzjährig betriebene Achterbahn an der Talstation Zell am Ziller.

### Logo der Ortschaft

Wappen Wald im Pinzgau

Logo Königsleiten

Als amtsoffizielles Wappen gilt das Ortswappen der Gemeinde Wald im Pinzgau. Jedoch hat sich schon früh ein inoffizielles Wappen eingebürgert, ein schwarzes „K“ mit Krone auf orangefarbenem Grund. Entstanden ist das Königsleiten-Logo aus der frühen Beschriftung der Talstation des Almdorflifts, da bereits damals, auf Anregung von Walter Kuchler, das „K“ des Schriftzugs „Königsleitenlifte“ von einer kleinen Krone geziert wurde. Aus dieser Idee entwarf der gelernte Graphiker und Sportkolumnist der Münchner Abendzeitung, Friedl List, im Auftrag das heutige Logo. Anfänglich kamen Aufkleber mit dem Logo in Umlauf, auf denen im Rundbogen „Großherzogtum Königsleiten“ zu lesen war. Die Androhung einer Klageerhebung durch ein tatsächliches Großherzogtum zwang jedoch die Verantwortlichen, dies künftig zu unterlassen und so fand „Almdorf Königsleiten“ Eingang in das inoffizielle Wappen. Dieses Logo zierte fortan diverse Broschüren, Prospekte und Fahrzeuge. Jedoch ist das Logo seit dem Zusammenschluss mit den Bergbahnen Gerlos und einer einhergehenden Änderung des gemeinsamen Auftritts zunehmend in Vergessenheit geraten. „Altkönigsleitner“ verbinden damit allerdings die Pioniertage des Almdorfs, und hüten die sehr raren Einzelexemplare des Aufklebers mit dem Großherzogtums-Schriftzug wie einen Schatz.

### Einwohnerentwicklung
1965 gab es in Königsleiten streng genommen keine Einwohner, da sich die von der Almwirtschaft lebenden Bergbauern nur im Sommer dort aufhielten. Durch den Tourismus stieg die Zahl der Einwohner auf derzeit rund 117 an. In den vergangenen Jahren wurde insbesondere im südöstlichen Teil des Ortes eine größere Anzahl von Neubauten errichtet. Die Zahl der Gästebetten beträgt dadurch zurzeit rund 5000.

## Wirtschaft und Infrastruktur
Königsleiten lebt vom Tourismus. Der überwiegende Teil des Umsatzes wird im Winter (Anfang Dezember bis eine Woche nach Ostern) erzielt. Im Sommer sind die Betriebe in etwa während der Monate Juni bis September geöffnet: In den letzten Jahren erfreut sich Königsleiten auch zunehmend als Sommerreiseziel großer Beliebtheit.
Königsleiten war in den Anfangsjahren nur über eine verhältnismäßig steile Zufahrtsstraße zu erreichen (Alte Königsleitner Straße). Gerade im Winter hat dies dazu geführt, dass sich die „all-freitaglich“ anreisenden Königsleitner auf Grund der Schneelage schon in der ersten Kurve zum Anlegen der Schneeketten „getroffen“ haben. Mit zunehmender Einwohnerentwicklung wurde daher eine neue, deutlich flachere Straße notwendig, die seither direkt von der Gerlospassstraße abzweigt. Wie auch diese waren jedoch sämtliche Straßen und Wege bis ins Ortsgebiet privat errichtete Erschließungsstraßen, die im Zuge der anfänglichen Bautätigkeit von den entsprechenden Bauträgern im Laufe der 80er-Jahre erstellt wurden. Letztere waren auch, in Zusammenarbeit mit der Liftgesellschaft, für die Instandhaltung sowie das Räumen und Streuen aufgekommen. Durch die nachfolgende Bautätigkeit waren diese Straßen jedoch bald an ihre Kapazitätsgrenzen gestoßen. Nicht zuletzt auf Grund des Status als private Erschließungsstraßen gab es jedoch rein juristisch nicht die Möglichkeit, den „Neu-Königsleitnern“ Erschließungsbeiträge abzuverlangen. Hierdurch sind einige Straßen aus Kostengründen lediglich als Schotterstraßen ohne entsprechenden Unterbau errichtet worden. Dieser Umstand führte in der Folge dazu, dass sich der Zustand der Straßen zunehmend verschlechterte. Um jedoch auch zukünftig Mittel für den Erhalt der Verkehrssicherheit dieser Straßen sicherzustellen, wurde Anfang 2000 eine Wegegenossenschaft gegründet, die sich den Ausbau und Erhalt sämtlicher innerörtlicher Erschließungsstraßen zum Ziel gesetzt hat. Nach einigen juristischen Querelen wurde 2003 der Großteil der Straßenflächen grundlegend saniert.
Die rasante Entwicklung machte einen Ausbau der Wasserversorgung notwendig, da es gerade in Spitzenzeiten oftmals zu Engpässen in der Wasserversorgung gekommen ist. 1996 wurde daher eine neue Wasserversorgungsanlage mit Ozon-Desinfektion in Betrieb genommen.

## Kultur und Sehenswürdigkeiten

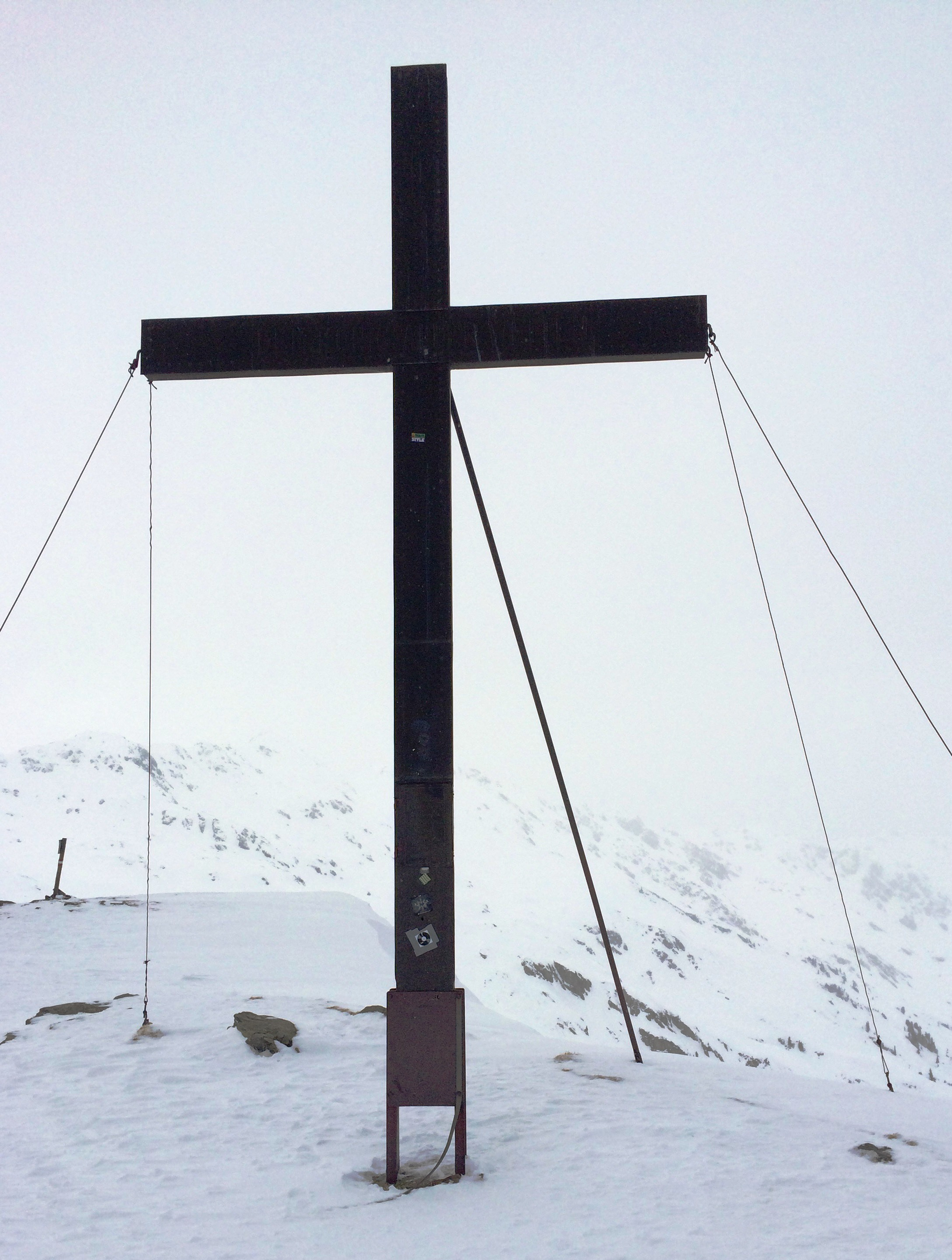
Königsleitenspitze
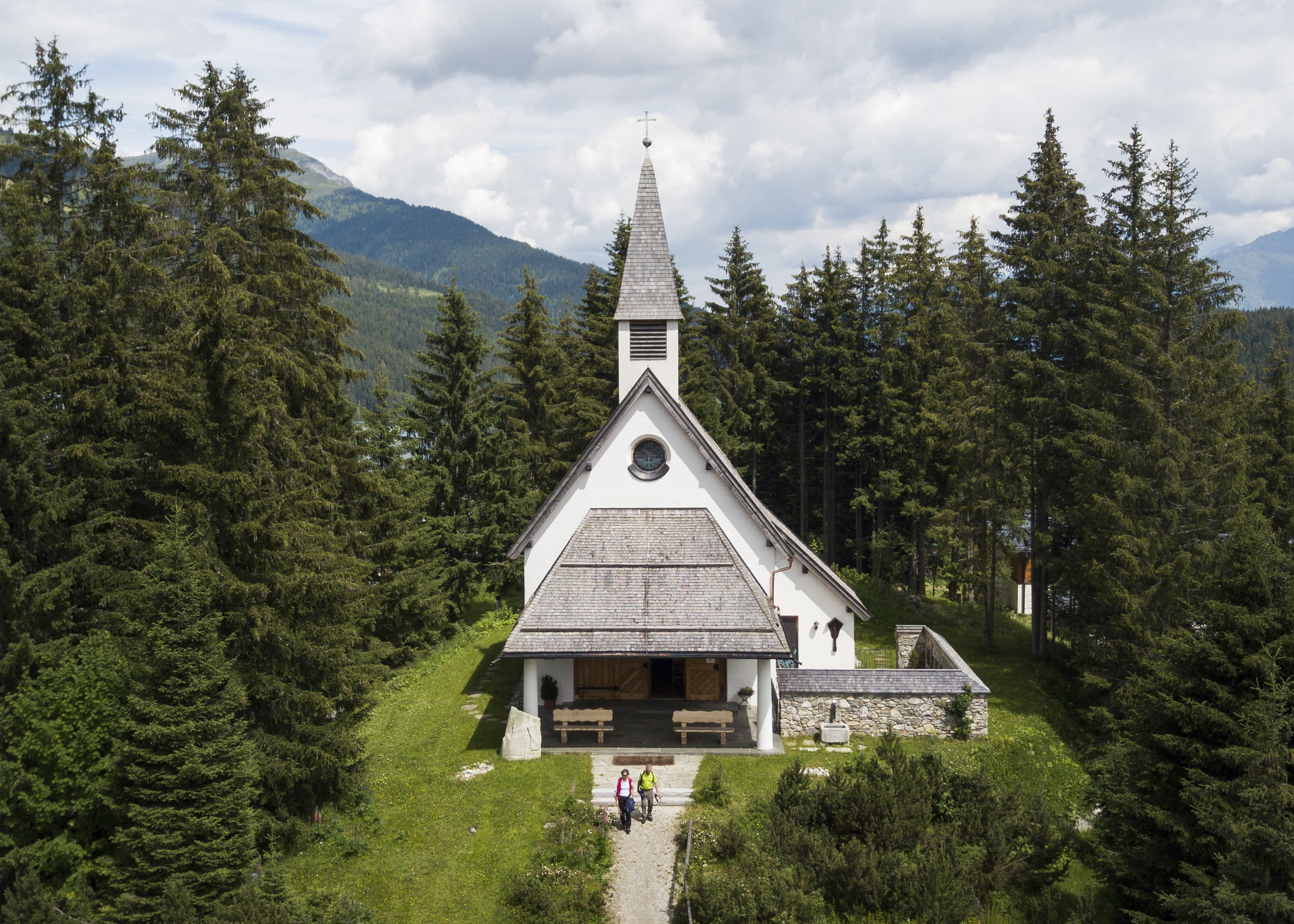
Christkönigs-Kapelle in Königsleiten
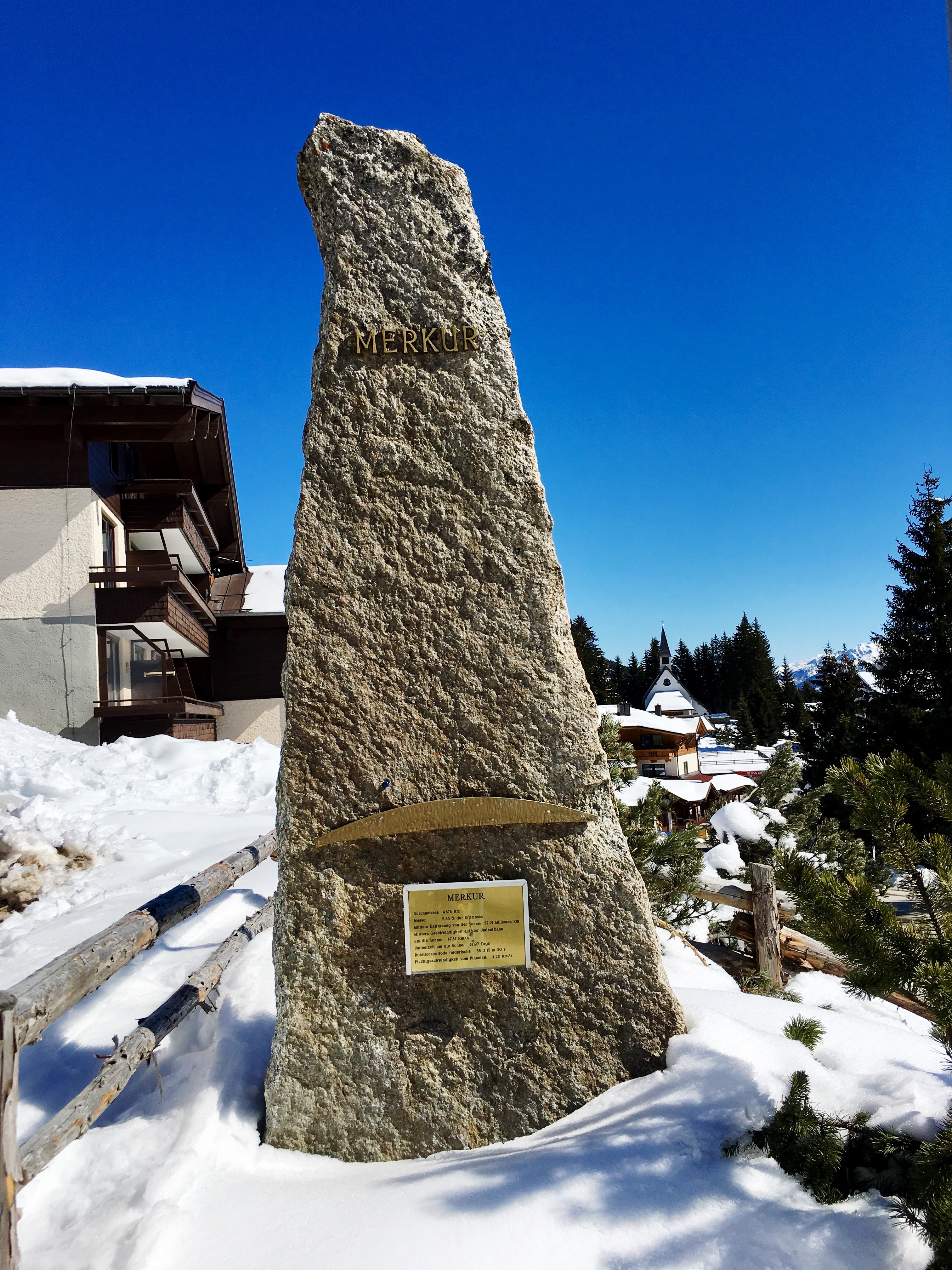
Planetenwanderweg in Königsleiten
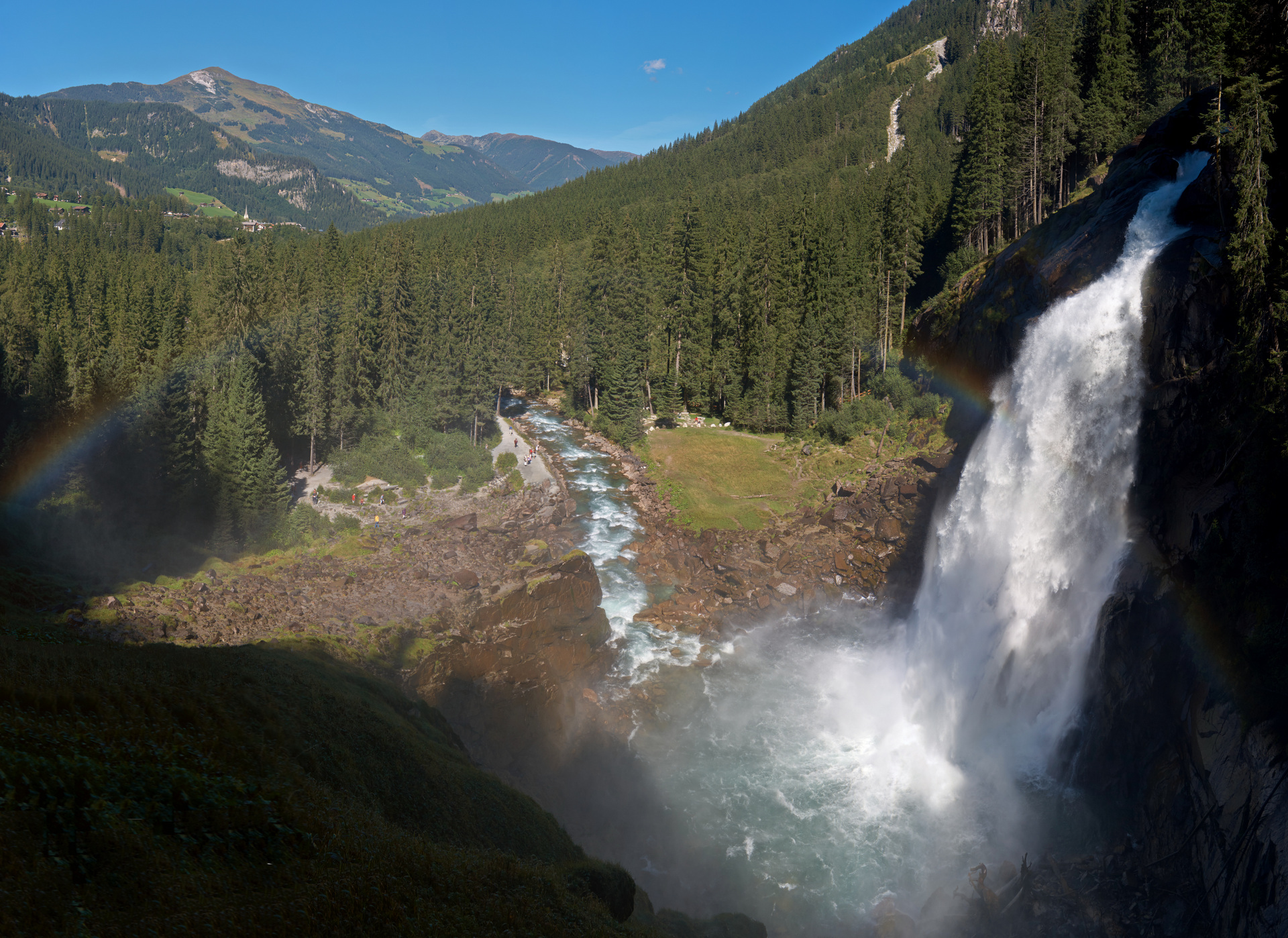
Krimmler Wasserfälle in Krimml
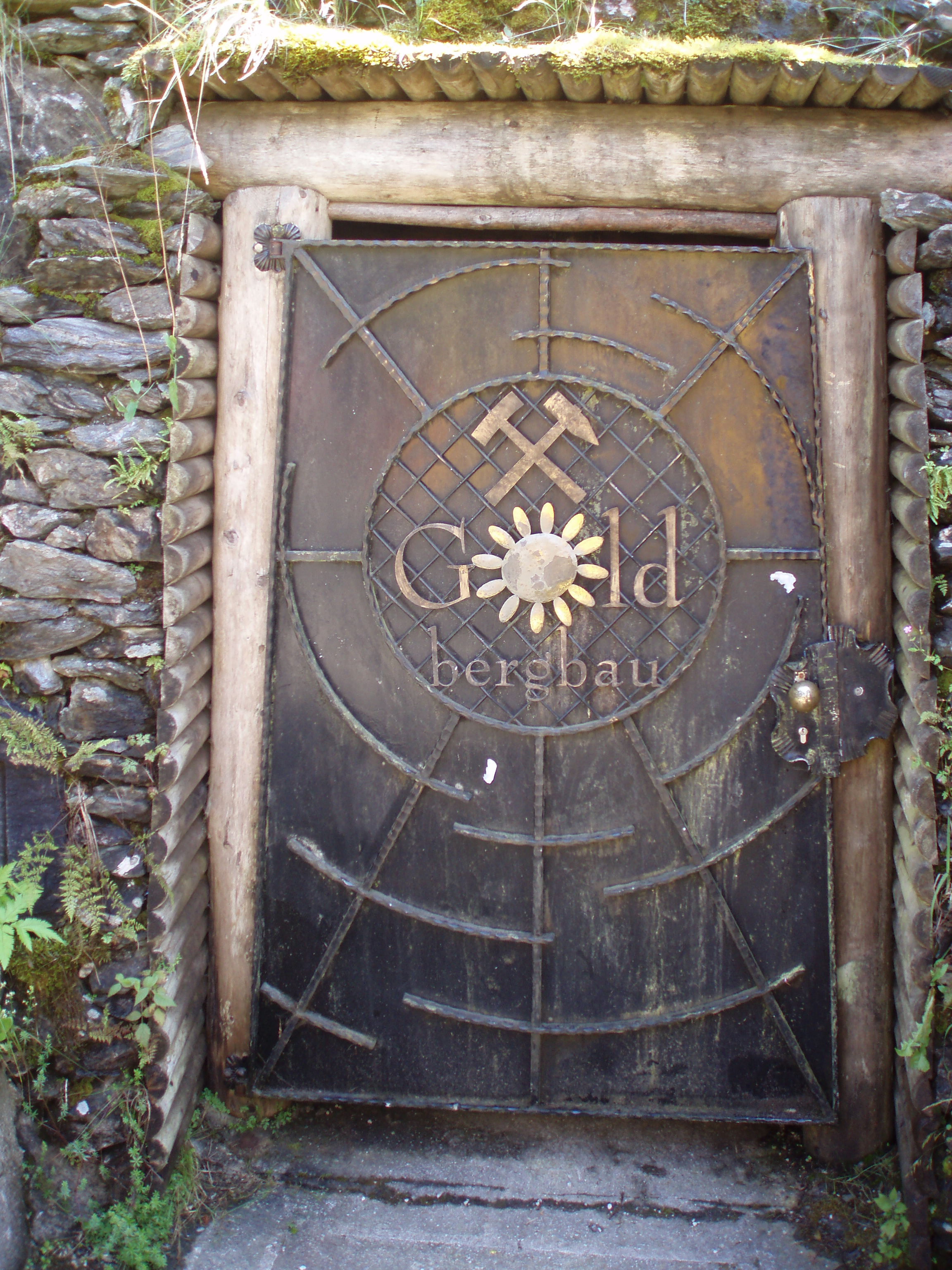
Goldschaubergwerk in Hainzenberg

## Sport

### Sommersport
- Baden im Stausee Durlassboden (Gemeindegebiete Krimml und Gerlos)
- Bergwandern und Hochtouren in den Kitzbühler Alpen (Tiroler Grasberge) und der Venedigergruppe (hochalpin)
- Klettersteig Riederklamm (Gerlos)[5][6]
- Jodelwanderweg[7]
- Radfahren: Rennradfahren auf dem Gerlospass, der Gerlos Alpenstraße oder der Zillertaler Höhenstraße, Mountainbikefahren am Isskogel oder Plattenkogel[8]

### Wintersport

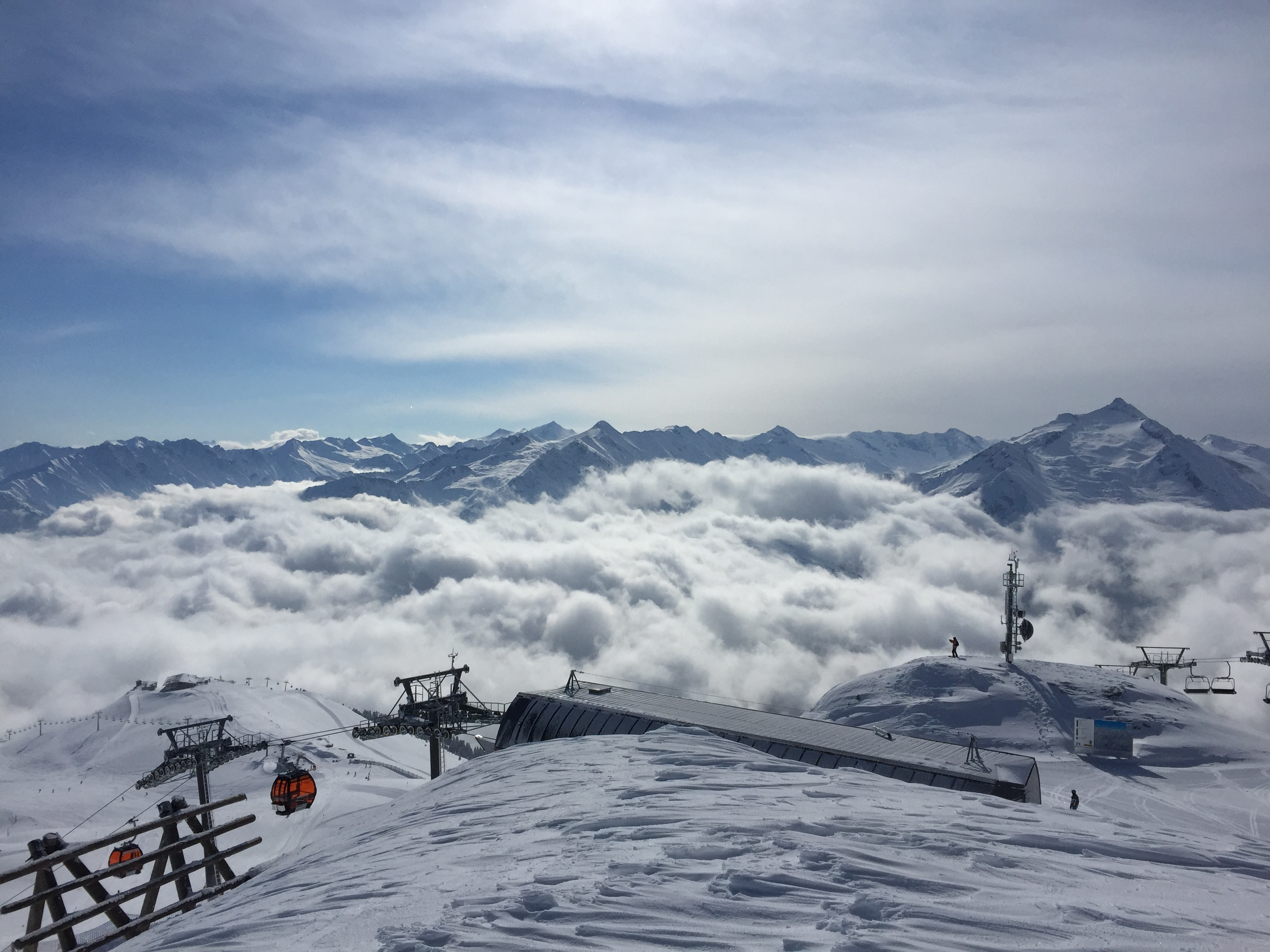
Pistenskifahren in der Zillertal Arena
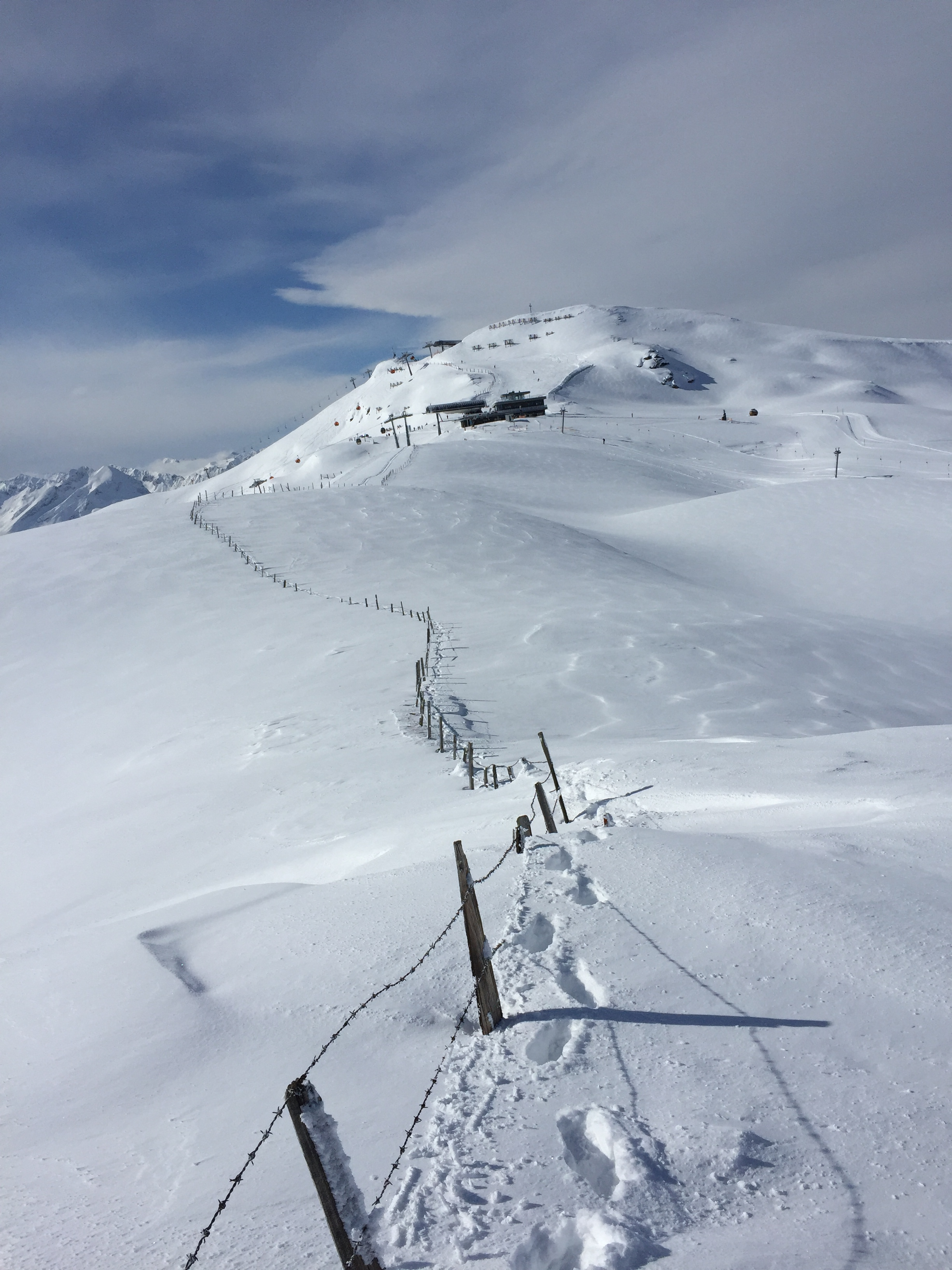
Skitouren

## Sonstiges
Der in der Volkssternwarte Drebach (Erzgebirge) entdeckte Kleinplanet (181824) trägt seit 2012 offiziell den Namen Königsleiten.